# Straßenbahn Christchurch

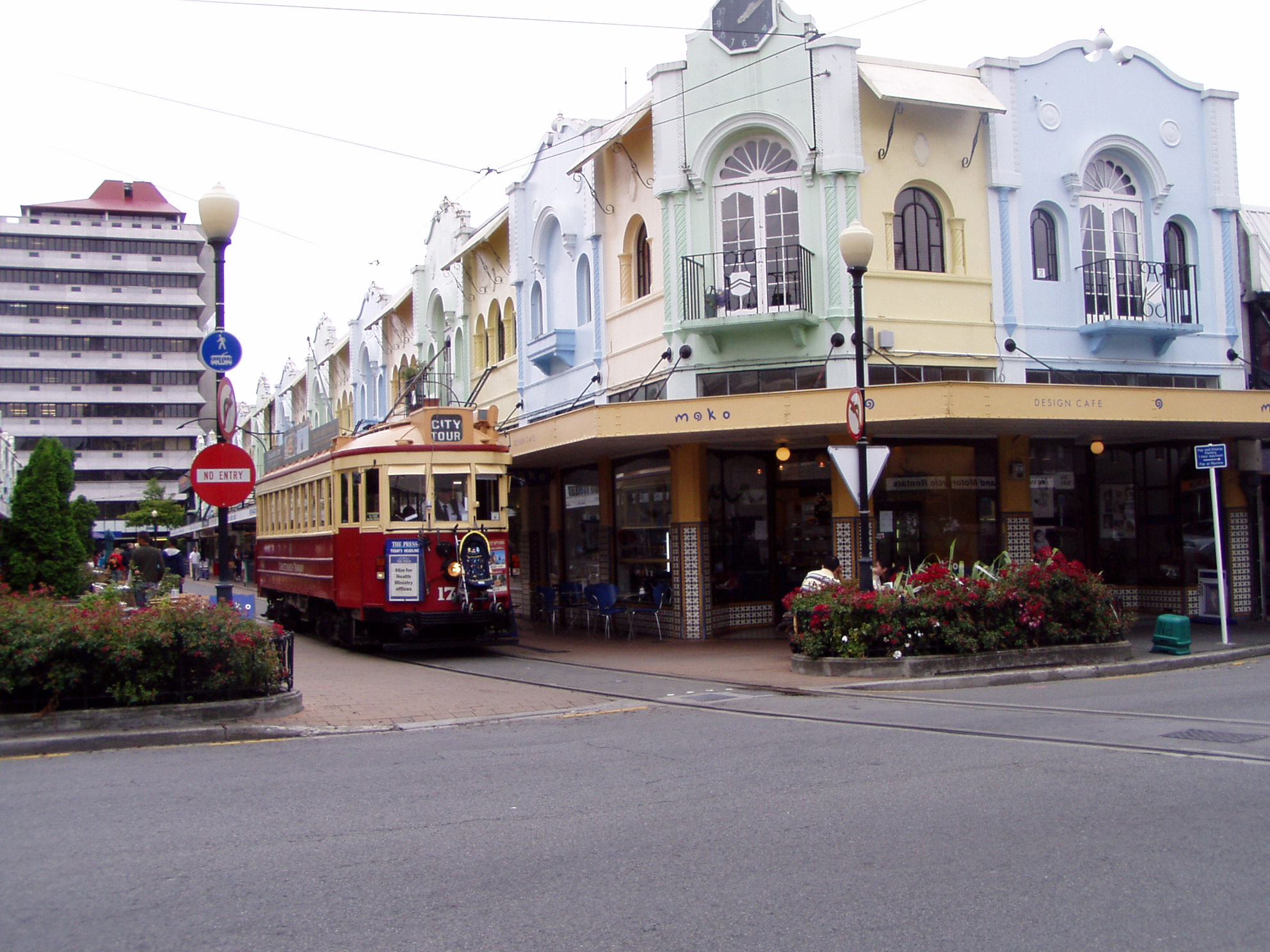
Triebwagen auf City Tour in Christchurch

Die Geschichte der Straßenbahn in Christchurch (Neuseeland) reicht bin in das Jahr 1880 zurück. Während in der ersten Hälfte des 20. Jahrhunderts ein weitverzweigtes Straßenbahnnetz geschaffen wurde, begann man Anfang der 1950er Jahre die Linien nacheinander wieder stillzulegen. Seit 1995 fahren Straßenbahnen als Touristenattraktion wieder auf einem zweieinhalb Kilometer langen Rundkurs durch die Stadt.

## Geschichte

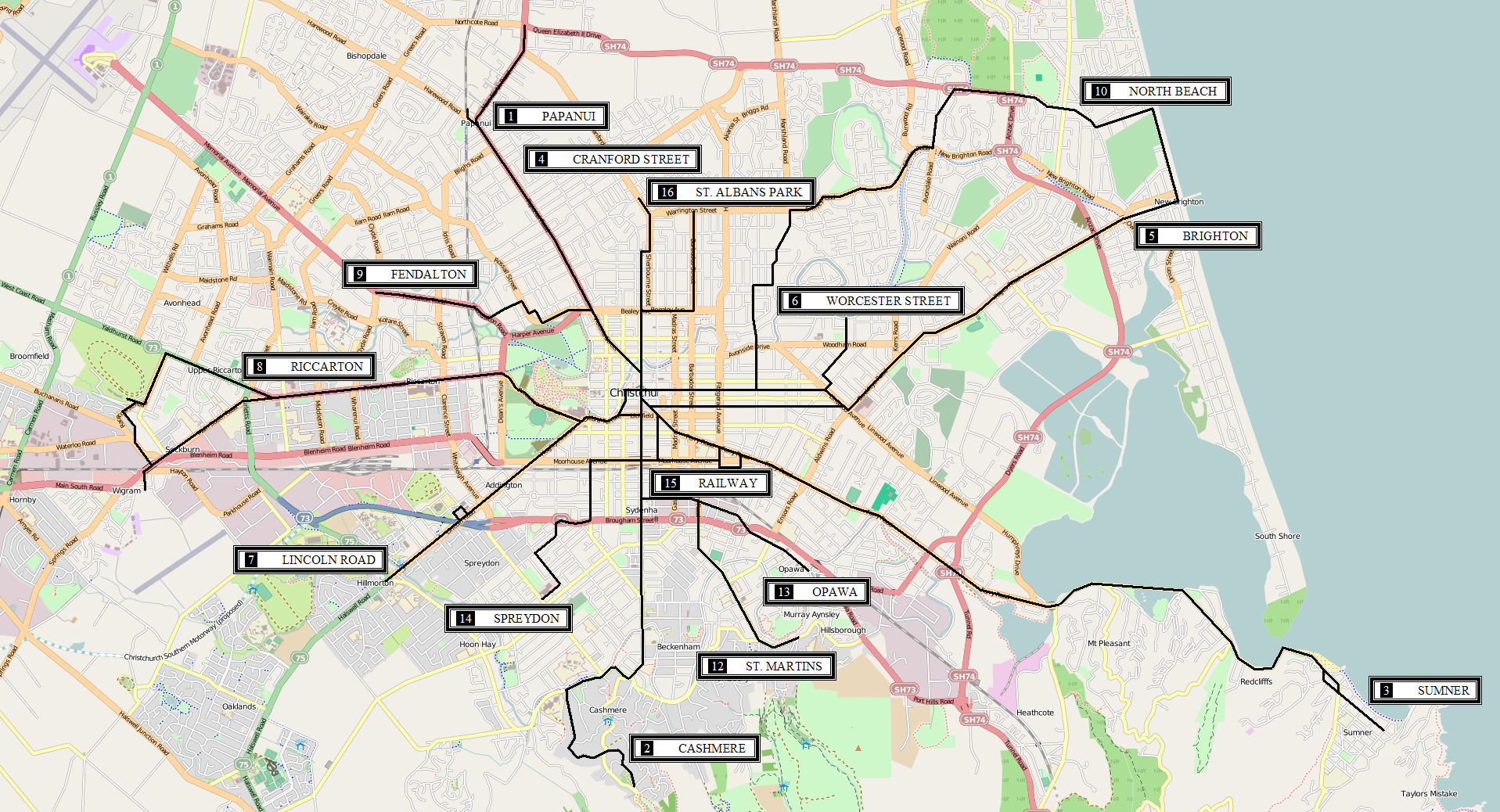
Straßenbahnnetz zur Zeit seiner größten Ausdehnung

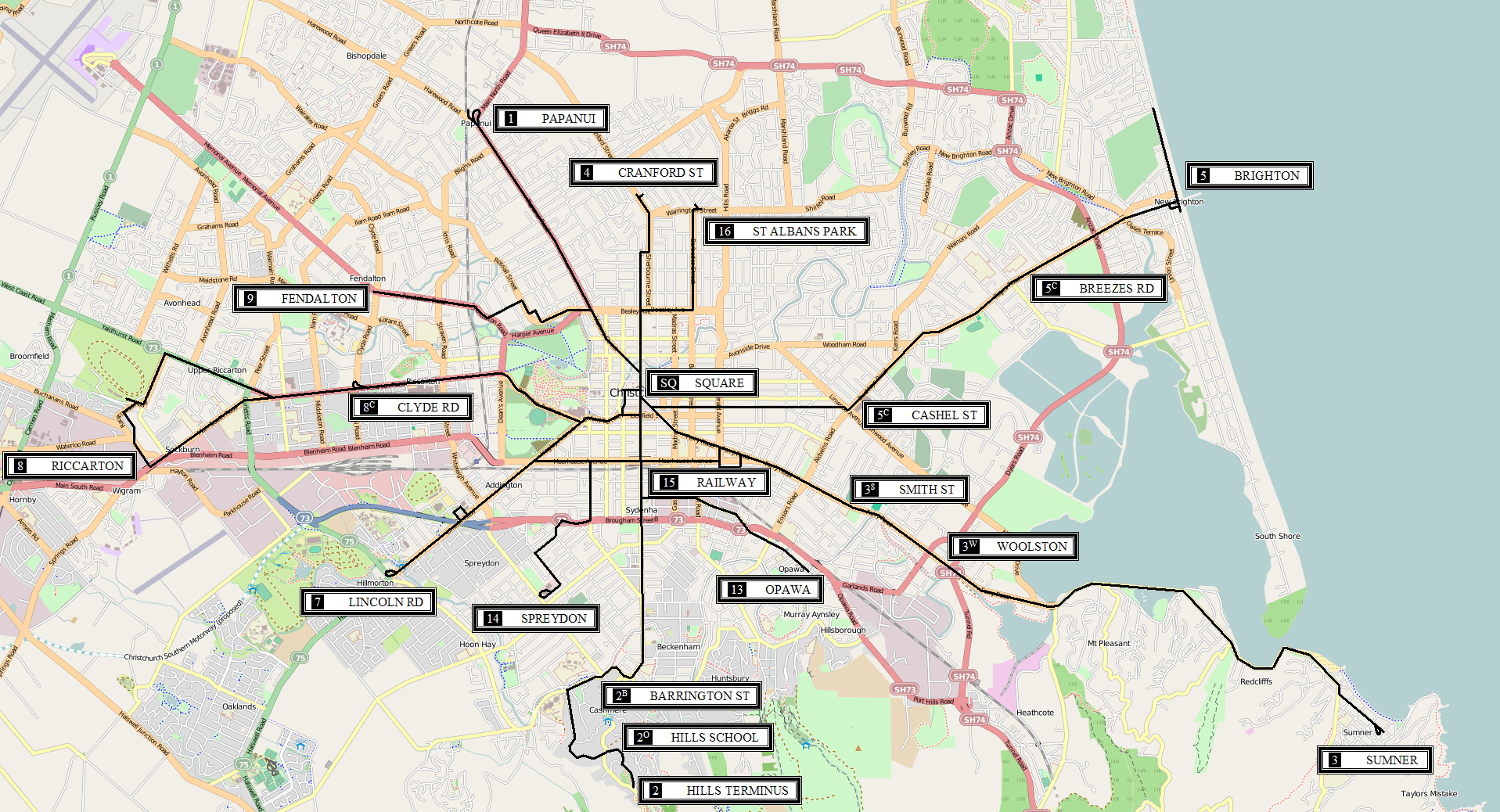
Straßenbahnnetz im Januar 1950

Die erste Pferdebahn in Christchurch führte ab dem 9. März 1880 vom Platz an der Kathedrale bis zum Bahnhof von Christchurch durch die Colombo Street. In den folgenden Jahren wurden weitere Linien mit Pferde- bzw. Dampftraktion eröffnet, u. a. nach Addington, Woolston, Heathcote, Papanui und Sumner. Die Wagen wurden komplett in Neuseeland, teilweise nach amerikanischen Vorbildern, hergestellt (Fa. William Moor & Son, Canterbury), nur die Räder wurden importiert.
Ab 1905 wurde begonnen, den Betrieb sukzessive auf elektrische Traktion umzustellen. Die größte Ausdehnung erzielte das Netz 1922 mit 86,1 Kilometer Streckenlänge. Nach dem Zweiten Weltkrieg wurde der Betrieb jedoch zunehmend unwirtschaftlicher, so dass die Linien bis 1954 alle eingestellt wurden.
In den 1960er Jahren wurde versucht, die Straßenbahn durch eine Museumsstrecke im Ferrymead Historic Park wieder zum Leben zu erwecken, was jedoch scheiterte. Zu Beginn der 1990er Jahre schließlich reifte der Plan zum Aufbau des gegenwärtigen Rundkurses. 1995 waren die Anlagen für den Rundkurs fertiggestellt und der Betrieb der historischen Straßenbahn konnte aufgenommen werden. 2005 übernahm die Wood Scenic Line Ltd den Betrieb und die Leitung der Museumsstraßenbahn von der Stadt und ist noch heute als Betreiber aktiv.

### Heutiger Zustand

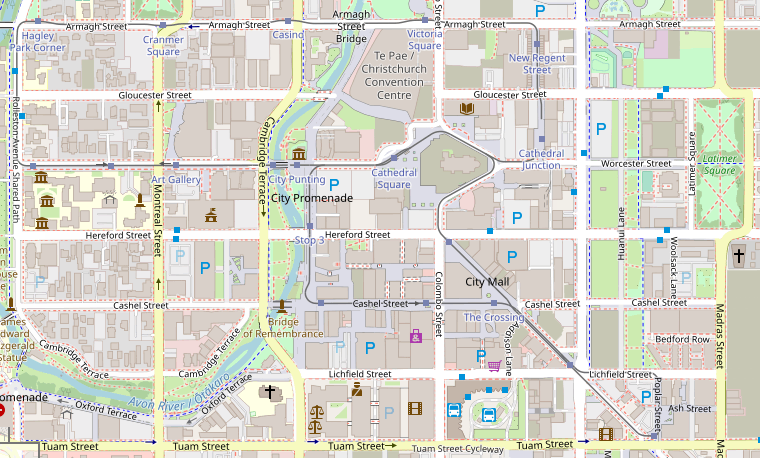
Strecke der Touristikstraßenbahn im Stadtzentrum

Die heute durch die Wood Scenic Line Ltd betriebene Museumsstraßenbahn verkehrt auf einer zweieinhalb Kilometer langen Rundstrecke durch die Stadt und ist eine der Touristenattraktionen von Christchurch. Sie ist heute auch wegen ihres historischen Fahrzeugparks ausschließlich für Ausflüge und Touristen und nicht für den Berufsverkehr gedacht. Während des Rundkurses hält die Straßenbahn an insgesamt elf Haltestellen, wo die Passagiere die Möglichkeit haben, ein- und auszusteigen. Während der Fahrt erzählen einige der Fahrer viel über die Sehenswürdigkeiten der Stadt.

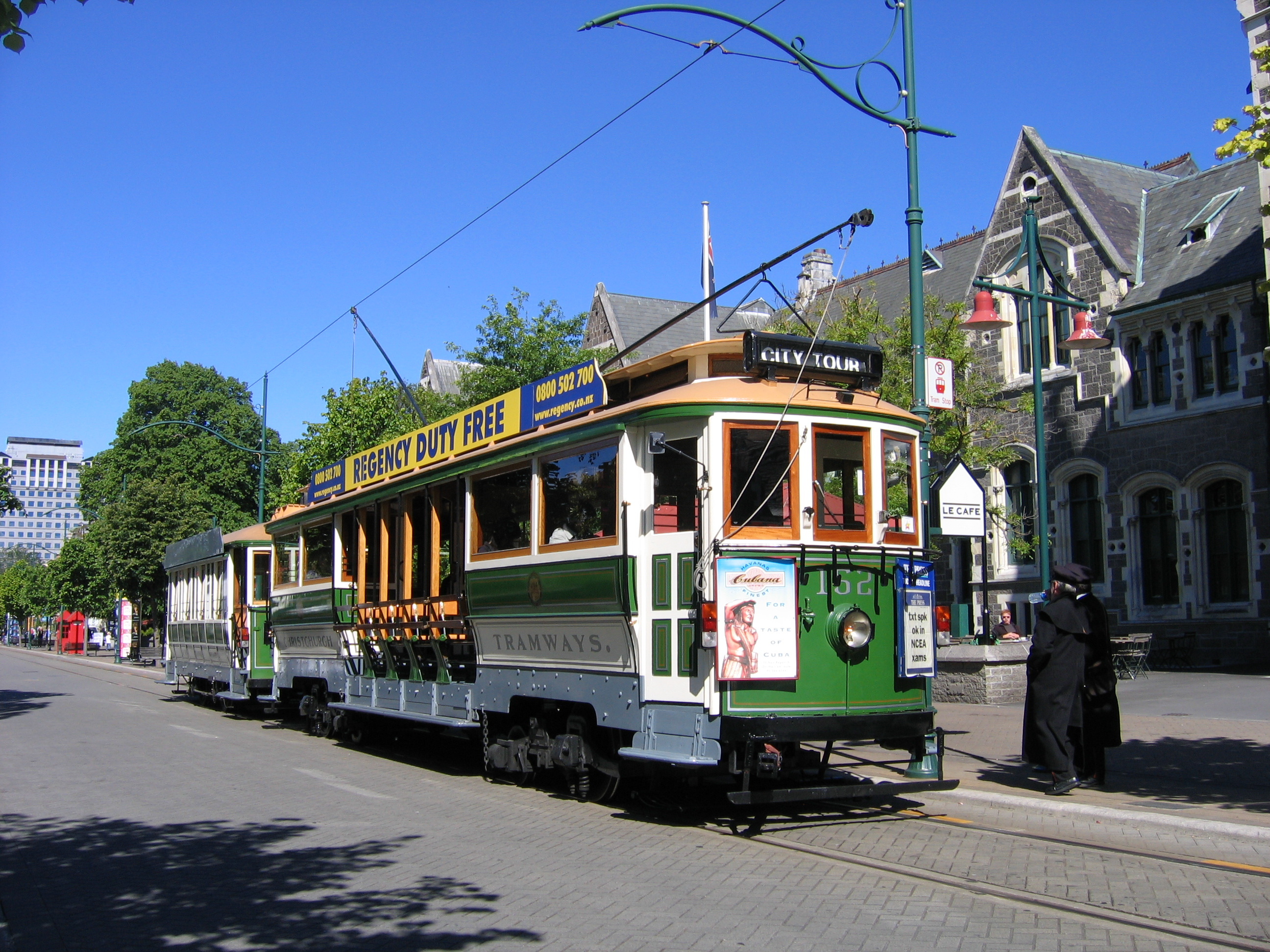
Der Boon-Triebwagen Nr. 152 in Christchurch, Baujahr 1910

Der Fahrzeugpark besteht derzeit aus fünf historischen Straßenbahnfahrzeugen, die die Namen The Boon, The Brill, The Boxcar, The Melbourne W2 und Tramway Restaurant tragen, wobei letzteres Fahrzeug, wie der Name schon andeutet, zu einem Restaurantwagen umgebaut worden ist. Darüber hinaus befindet sich im Fahrzeugpark ein Anhänger, der den Namen The Duckhouse trägt, sowie eine aus der Anfangszeit stammende Pferdestraßenbahn-Garnitur, die Dunedin Horse Tram genannt wird. Alles sind original erhaltene historische Fahrzeuge, die meist im ersten Viertel des 20. Jahrhunderts für die Straßenbahn in Christchurch gebaut wurden.
Aufgrund des starken Erdbebens am 22. Februar 2011 entstanden Beschädigungen am Schienennetz und der Spannungsversorgung, aufgrund dessen der Betrieb vorübergehend eingestellt werden musste. Im November 2014 konnte der Betrieb mit den Bahnen schließlich wieder ausgenommen werden.